# Fuentes Claras
Fuentes Claras es un municipio y localidad de España, perteneciente a la Comarca del Jiloca, al noroeste de la provincia de Teruel, comunidad autónoma de Aragón.
El municipio es conocido por haberse registrado allí la temperatura más baja en zonas habitadas de España: –30 °C en la estación meteorológica Calamocha-VOR el 17 de diciembre de 1963, récord oficial de frío reconocido por la Agencia Estatal de Meteorología (AEMET).

## Toponimia
La primera referencia al actual núcleo de población se remonta al año 1205, inicialmente escrito como Fuentesclaras. Durante siglos se han usado ambas versiones (Fuentes Claras y Fuentesclaras), siendo oficial actualmente la primera.
El topónimo que denomina a la localidad se debe al gran número de claras fuentes y manantiales que surgen en el término y que sirven de refuerzo al caudal del río Jiloca, regando una amplia y fértil vega. En el escudo de la población se utiliza la versión en latín, Fontes Clarae, sin que de ello se deduzca forzosamente que la actual población tenga origen romano.

## Geografía

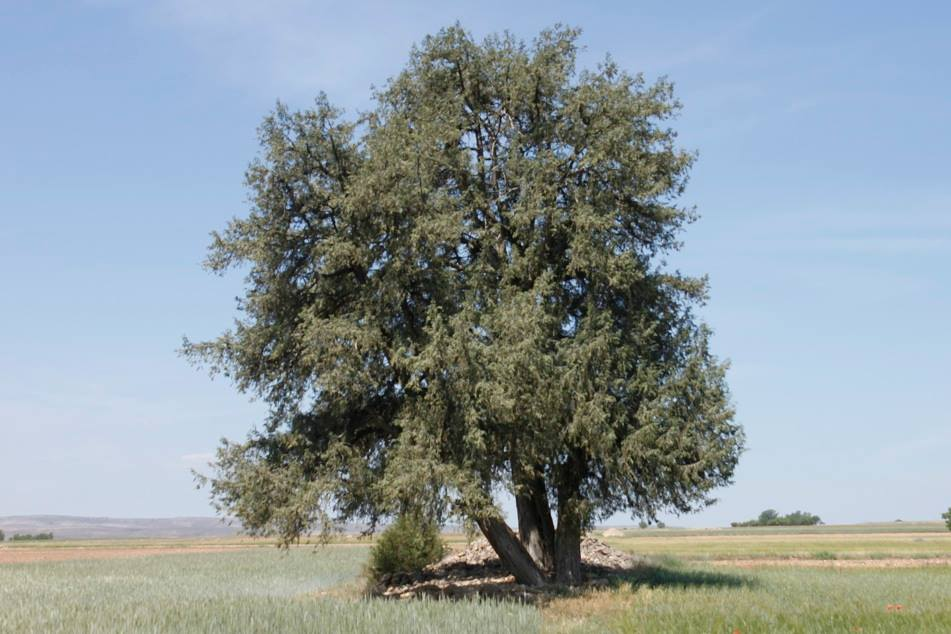
Sabina milenaria, uno de los árboles más singulares de Fuentes Claras

El municipio tiene un área de 36,64 km² con una población de 445 habitantes (INE 2020) y una densidad de 18,37 hab/km². Está integrado en la comarca de Jiloca, y se sitúa a 67 kilómetros de la capital provincial. El término municipal está atravesado por la Autovía Mudéjar A-23 y por las carreteras N-211, en el pK 125, y la N-234, entre los pK 185 y 186. 

### Orografía
Fuentes Claras se asienta sobre una terraza cuaternaria, junto al lecho fluvial del río Jiloca. Desde los márgenes del río las acumulaciones de abanicos aluviales forman superficies planas de gran extensión en forma de glacis, siendo especialmente significativo el de la parte oriental del término municipal. Están recorridos por pequeñas ramblas, de las cuales la más importante es la de Cañamaría, en la orilla occidental del río.
La altitud oscila entre los 1050 metros, al noroeste, y los 905 metros a orillas del río Jiloca. Por el sureste se vuelven a alcanzar 1040 metros de altitud. El pueblo se alza a 909 metros sobre el nivel del mar. 
| Noroeste: Torralba de los Sisones | Norte: Calamocha | Noreste: Calamocha y Bañón |
| Oeste: Caminreal                  |                  | Este: Bañón                |
| Suroeste: Caminreal               | Sur: Caminreal   | Sureste: Bañón y Caminreal |

### Hidrografía
Dentro del patrimonio natural de Fuentes Claras son destacables los ojos, manantiales naturales similares a los de otros municipios del valle del Jiloca, así llamados en la comarca por su forma circular u ovalada. Al ser una zona tan llana afloran en la parte más baja. Son cinco masas de agua de pequeña extensión y están conectadas entre sí por acequias que aprovechan su agua para regar. La masa de agua mayor ocupa unos 1000 m². En el municipio se denominan Las Balsas. La profundidad máxima está entre tres y cuatro metros y la mínima es de unos 35 cm. Los materiales calizos del suelo son de una gran permeabilidad, permitiendo que el agua se infiltre hasta el acuífero, alimentando al río Jiloca.
Es una zona magnífica para avistar el milano real, garzas o ánades reales. También son numerosos los cangrejos de río.
El paisaje de los ojos es muy vistoso en cualquier época del año. El ciclo vital, tanto de los cultivos como de la vegetación natural, permite una variación en la tonalidad cromática: verdes, ocres, amarillos, etc., irán cambiando a lo largo del año.
Dentro de la arquitectura popular vinculada a los usos del agua destacaremos las pesqueras, el Lavadero del Chopo, el Lavadero del Manantial (El Cubo), y las Suertes. Mención aparte merecen la fuente de piedra y el Molino harinero, descritos en el apartado de patrimonio civil.
El pueblo es recorrido por varios cursos de agua: el Molinar, el Pequeño y el Lavador, todos ellos con un corto trayecto que oscila alrededor de los dos kilómetros. El río Jiloca es denominado como el de la Madre. El Molinar (o acequia del Molino) es una desviación del Jiloca que, partiendo del término municipal de Caminreal, riega la amplia partida que lleva su nombre y suministraba la fuerza del molino harinero. El río Pequeño tiene su origen en la fuente de las Hondoneras, confluyendo con el del Lavador a unos 300 m de su desembocadura en el río Madre. El Lavador nace en la fuente del Cubo, junto a un bien cuidado lavadero público del que toma el nombre, para atravesar posteriormente el barrio de San Ramón, y recoge en su camino el desagüe de numerosas pesqueras caseras. Sobre este último río hay también otro lavadero municipal, el Lavadero del Chopo.
Otros caños, menores en dimensiones que el anterior pero de gran importancia, son los representados en las seis raíces de la olma que figura en el escudo y bandera: los Cuadrones, Ampón, Esteban, fuente del pueblo (la fuente), del Cubo y fuente de la Virgen de los Navarros. Existen otras fuentes como el caño Mana, Hondoneras, Cantalobos o la de El Escorial, de agua caliente y salada, de la cual se dice que tiene propiedades curativas.
Las pesqueras son pequeñas fuentes que nacen debajo de las viviendas y que se canalizan hacia las acequias próximas o con dirección al río Lavador en dos de sus barrios (San Ramón y las Fuentes).

### Clima
A grandes rasgos, las variables climáticas de la Comarca del Jiloca definen un clima de tipo mediterráneo continentalizado fresco y algo seco. Permite cultivar, sin necesidad de riegos artificiales, cereales de grano de invierno, vid y plantas resistentes como el azafrán. En los huertos y campos con mayor grado de humedad es posible el cultivo de leguminosas, hortalizas, bulbos y ciertos cultivos industriales como el cáñamo y el lino. También algunos árboles frutales, aunque en este caso hay que tener en cuenta el riesgo de que se produzca alguna helada en primavera y arruine la floración de estos e impida la recogida posterior de los frutos, lo que sucede con cierta frecuencia.
El 17 de diciembre de 1963 se registraron –30 °C en la estación meteorológica instalada junto al centro de comunicaciones para la navegación aérea Calamocha-VOR, sito en el término de Fuentes Claras, dato que supuso el récord oficial de frío en zonas habitadas de España. Ambas poblaciones se adjudican la paternidad de dicha marca, ya que el nombre oficial del observatorio era Calamocha-VOR; pero de acuerdo con los datos oficiales de AEMET en diciembre de 1963, fecha del récord de frío en zonas habitadas de España, en ese momento el observatorio estaba ubicado en Fuentes Claras, a cuyo término municipal corresponden las coordenadas geográficas.

## Historia
Los restos más antiguos de población en el actual término municipal están ubicados en La Loma del Prado, zona situada junto al límite municipal con El Poyo del Cid (actualmente pedanía de Calamocha). Sería una ciudad romana de época imperial, tal vez fundada al abandonarse el núcleo urbano en el municipio vecino (actual yacimiento de San Esteban) y habría existido hasta el siglo IV d. C. Actualmente no quedan estructuras en superficie, aunque los restos aflorados han sido cuantiosos.
La primera referencia sobre el actual núcleo de población de Fuentes Claras aparece en la Adjudicación de Diezmos y Primicias de las Aldeas de la Comunidad de Daroca del Obispo de Zaragoza, Ramón de Castrocol, en 1205, recogida en el Libro Bermejo del Archivo Colegial de Daroca, así como en un documento del Monasterio de Casbas en 1209. Su creación se enmarca en el proceso histórico de la Reconquista, en el avance de las tropas cristianas de la Corona de Aragón hacia el sur. Dado que los reyes de Aragón no sólo tuvieron que enfrentarse a los musulmanes durante la Edad Media –la  guerra contra el Reino de Castilla también estuvo presente– el rey Jaime II ordenó la construcción de la Ciudadela de Fuentes Claras en el año 1337. La zona del Jiloca en la que se encuentra la localidad fue atacada durante la Guerra de los Dos Pedros entre 1356 y 1369. En 1361 Pedro IV mandó realizar obras en la Ciudadela para resistir el ataque castellano.
Desde 1414 Fuentes Claras perteneció a la Comunidad de aldeas de Daroca, en concreto a la Sesma de Jiloca, y desde entonces su historia estaría ligada a dicha Comunidad hasta el siglo XIX. También perteneció sucesivamente a la sobrecollida (desde 1488-1495), a la vereda (desde 1646) y al corregimiento (desde 1711) de dicha ciudad. 
Con la creación de la nueva división territorial de España de 1833 en provincias la población fue incluida en la Provincia de Teruel. En 1834 se constituyó como ayuntamiento y desde entonces forma parte del partido judicial de Calamocha.
Según el Diccionario estadístico de Pascual Madoz, en 1847 el pueblo tenía 412 habitantes repartidos en 120 casas y mantenía una escuela de primeras letras con 40 alumnos. La economía local se basaba en trigo, centeno, cebada, cáñamo, patatas, avena y azafrán. También mencionaba el ganado lanar y la abundancia de codornices, truchas, anguilas, barbos y cangrejos de río. Además existía una cantera de muelas de molino harinero, hoy abandonada. Asimismo, la Enciclopedia Espasa indicaba en 1924 que el municipio ya había triplicado su población en 1910 (1.179 habitantes, repartidos en 559 casas), en 1920 se mantenía estable (1.178) y mantenía el cultivo de cereales, legumbres y patatas como principal fuente de riqueza; además, la cantera de piedras de molino seguía en activo.
En 2003 se incorporó a la Comarca del Jiloca, dentro del Plan de Comarcalización de Aragón.

## Demografía
Fuentes Claras cuenta con una población de 435 habitantes (INE 2024).
| Gráfica de evolución demográfica de Fuentes Claras entre 1842 y 2021                                                                                               |
| |
| Población de derecho según los censos de población del INE Población de hecho según los censos de población del INEEn este censo se denominaba Fuentesclaras: 1842 |

### Urbanismo
Arquitectura
Los edificios son de baja altura, alcanzando a lo sumo dos o tres plantas. Las construcciones tradicionales son de piedra y de gran grosor, salvo las recientes que utilizan materiales modernos.
Curiosamente el estilo arquitectónico que impera en los principales edificios no es el estilo mudéjar aragonés propio de la comarca, sino el barroco castellano posterior. Asimismo destaca la escasa utilización como material de construcción del ladrillo a la vista en dichas construcciones en favor de la piedra y la sillería.
Principales calles y plazas
- Calle la Plaza. Vial que une el Ayuntamiento con la iglesia parroquial.
- Calle San Pedro. Tiene inicio delante de la iglesia y de ella toma el nombre.
- Calle San Ramón. Antiguamente unía dicho barrio con el resto del pueblo antes de quedar unidos. Seguramente tomó el nombre de la ermita que lo preside.
- Calle la Fuente. Toma el nombre de la fuente de piedra que la preside y conecta el núcleo urbano con el barrio de El Santo.
- Calle San Roque. Nacida del camino que unía el pueblo con el antiguo Camino Real. Actualmente une el Ayuntamiento con el vial de entrada al núcleo urbano desde la carretera General.
- Calle San Salvador. Es la principal calle del barrio de El Santo. Está formada por una calle y tres subviales diferentes. Toma el nombre de la ermita homónima.

Todos los viales aluden a figuras religiosas, lugares del pueblo o a localidades vecinas. No hay calles dedicadas a personas.
Parques y jardines

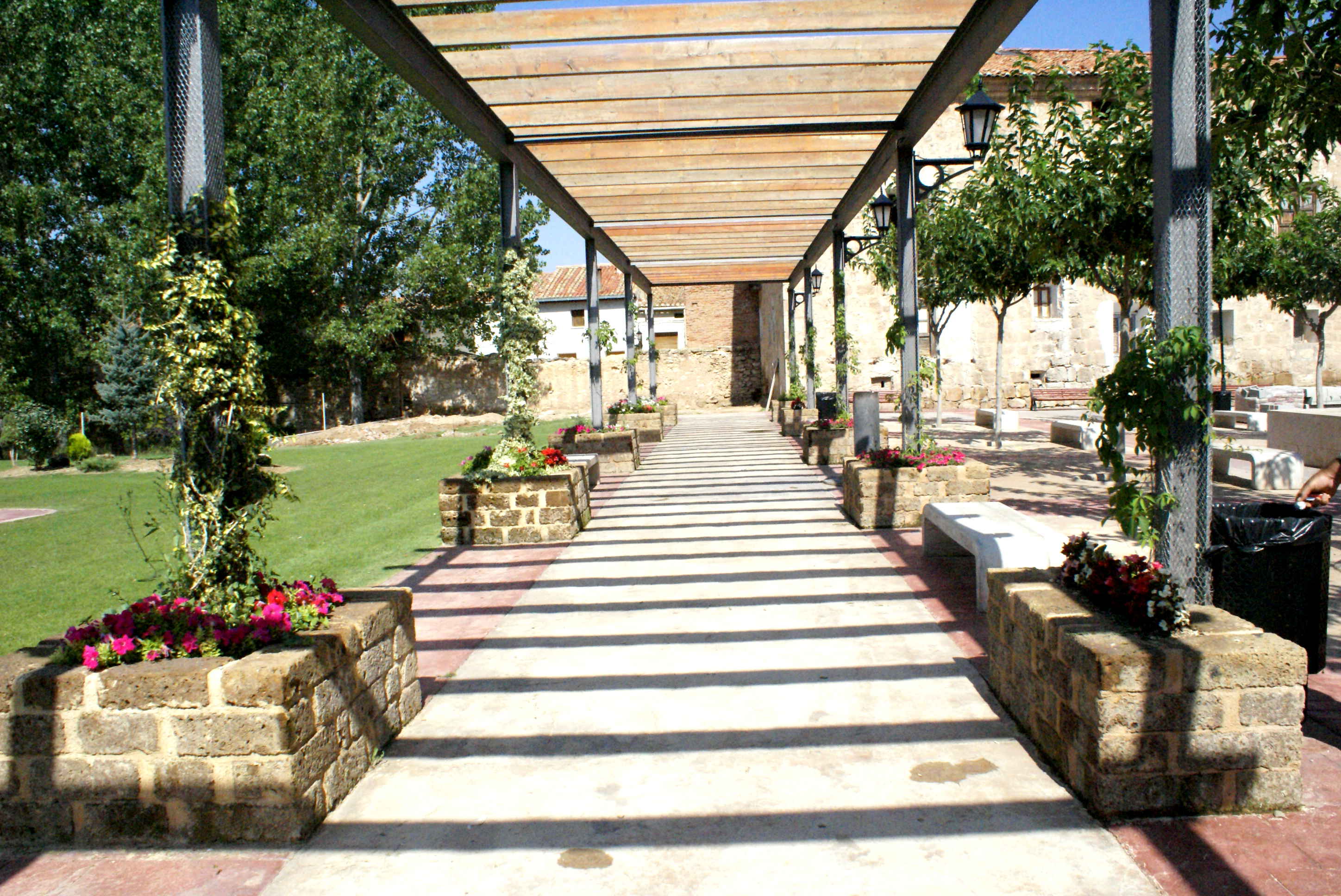
Plaza de la Concordia

- Plaza de la Concordia. Espacio ajardinado entre la iglesia parroquial, la Casa Grande, el Hostal La Concordia y las instalaciones deportivas.
- Plaza de la Fuente. Situada en la calle homónima cerca del río y la acequia pequeña, saliendo hacia las afueras. En el centro está la fuente de piedra, alrededor de la cual hay un pequeño espacio ajardinado.
- Parque municipal de San Salvador. Zona verde de pequeñas dimensiones, situada en el barrio de San Salvador (El Santo) al lado de la ermita homónima.
- Prado de la Virgen. Chopera situada a las afueras de la localidad junto a la ermita de la Virgen de los Navarros, adecuado para pícnic o barbacoa.
- Parque infantil. Especialmente diseñado para los más pequeños, con zona de juegos infantiles. Está situado en la calle San Roque, entrando en el pueblo desde la carretera general.

### Comunicaciones
Historia
Durante muchos años la principal vía de comunicación de Fuentes Claras fue el llamado Camino Real, cuyo origen se remonta a la calzada romana que unía Saguntum (Sagunto) y Bilbilis (Calatayud), lo que pone de manifiesto su gran importancia histórica. El vial, a la altura de Fuentes Claras, también coincidía con el Camino Real medieval que unía Zaragoza y Teruel.
A mediados del siglo XIX se construyó la actual carretera que une Sagunto con Burgos o  N-234 , la cual aprovechaba diversos tramos del antiguo Camino Real y transitaba por Teruel, Calatayud o Soria, entre otros núcleos de población. El tramo a la altura de Fuentes Claras fue abierto a la circulación en 1856, entre el núcleo urbano y el Camino Real. El acceso a la nueva carretera se realizaba por los caminos ya existentes, hasta que en 1968 se construyó el vial actual.
El ferrocarril estuvo a punto de llegar a principios de la década de 1880 cuando la Compañía de los Ferrocarriles Directos de Madrid y Zaragoza a Barcelona planificó una línea entre Madrid y Barcelona a través de la provincia de Teruel y que preveía pasar por Fuentes Claras, donde además tendría estación propia. Sin embargo, el proyecto fue cancelado.
Años después sí se materializó la línea de la Compañía del Ferrocarril Central de Aragón, cuya Línea Calatayud-Valencia entró en servicio en 1901 con parada en el vecino pueblo de Caminreal. Posteriormente, con motivo de la apertura del tramo de Zaragoza a Caminreal, en 1933 se construyó la nueva estación a caballo de ambos términos municipales. El tramo Calatayud-Caminreal cerró en 1985 y actualmente se mantiene la Línea Zaragoza-Sagunto, pasando por Teruel. La estación fue clausurada en 1995, pero el apeadero sigue en activo hasta hoy.
En 2001 entró en servicio el tramo de la Autovía Mudéjar entre Zaragoza y Valencia o  A-23  a la altura de Fuentes Claras. Con la entrada en funcionamiento en su totalidad en 2008 gran parte del tráfico rodado pasa por esta vía, que transcurre paralela a la  N-234  pero un poco más alejada del municipio. Para entrar o salir de ella es necesario desplazarse hasta Caminreal o Calamocha.
Actualmente el pueblo se encuentra situado en uno de los principales ejes de transporte de España: el Corredor Cantábrico-Mediterráneo, aproximadamente en la mitad del tramo Zaragoza-Teruel. Es un corredor transversal que une por autovía (autovías  A-23  y  A-68 ) y ferrocarril el este de España (Valencia) con el norte de España (Bilbao y Santander), pasando por Zaragoza.
Carreteras
- Con Teruel y Valencia: Autovía Mudéjar  A-23
- Con Zaragoza y País Vasco: Autovía Mudéjar A-23|link=Autovía Mudéjar}} y Autovía del Ebro  A-68
- Con Madrid: carretera nacional N-211 (Monreal del Campo - Alcolea del Pinar) y Autovía del Nordeste A-2
- Con Cataluña: carretera nacional N-211 (Caminreal - Alcañiz - Tarragona)

Ferrocarril
- Con Teruel, Zaragoza y Valencia: Línea de Media Distancia MD 49: Valencia - Teruel - Zaragoza - Huesca, operada por la compañía Renfe.

Autobús
- Ruta Zaragoza - Teruel (gestionada por la empresa concesionaria Grupo Jiménez)
- Ruta Zaragoza - Teruel - Valencia - Alicante - Murcia (gestionada por la empresa concesionaria Grupo Jiménez)
- Ruta Teruel - Monreal del Campo - Guadalajara - Madrid (gestionada por la empresa concesionaria Grupo Samar)

## Economía
Tradicionalmente las actividades agropecuarias han constituido la base económica de la localidad, aunque en los últimos años ha cambiado la tendencia, siendo la industria y la construcción las principales actividades del municipio.

### Sector primario
Agricultura
Gran parte del término municipal está ocupado por zonas agrícolas con 3334 hectáreas (un 90,4 % del total), de las cuales 346 son de regadío. El principal cultivo es el dedicado a herbáceos, con 2934 hectáreas (2601 en secano y 333 en regadío) y los frutales ocupan 23 (20 en secano y 3 en regadío). Destaca el cultivo de cereales para grano (trigo, avena, centeno y cebada) y en menor medida leguminosas, patatas, viñedos y frutales.
Pesca
Dada la presencia de abundantes cursos de agua es frecuente la pesca de trucha común, gobio, madrilla, barbo y cangrejo americano o rojo (el cual ha desplazado al autóctono cangrejo de río), aunque más para el autoconsumo y pesca deportiva, sin generar una industria piscícola.
Ganadería
En cuanto a la ganadería destaca el ganado porcino con unas 17.500 cabezas; le sigue el ovino con unas 2.300 cabezas y el resto corresponde a aves y conejos. En total, unas 20.000 cabezas.

### Sector secundario

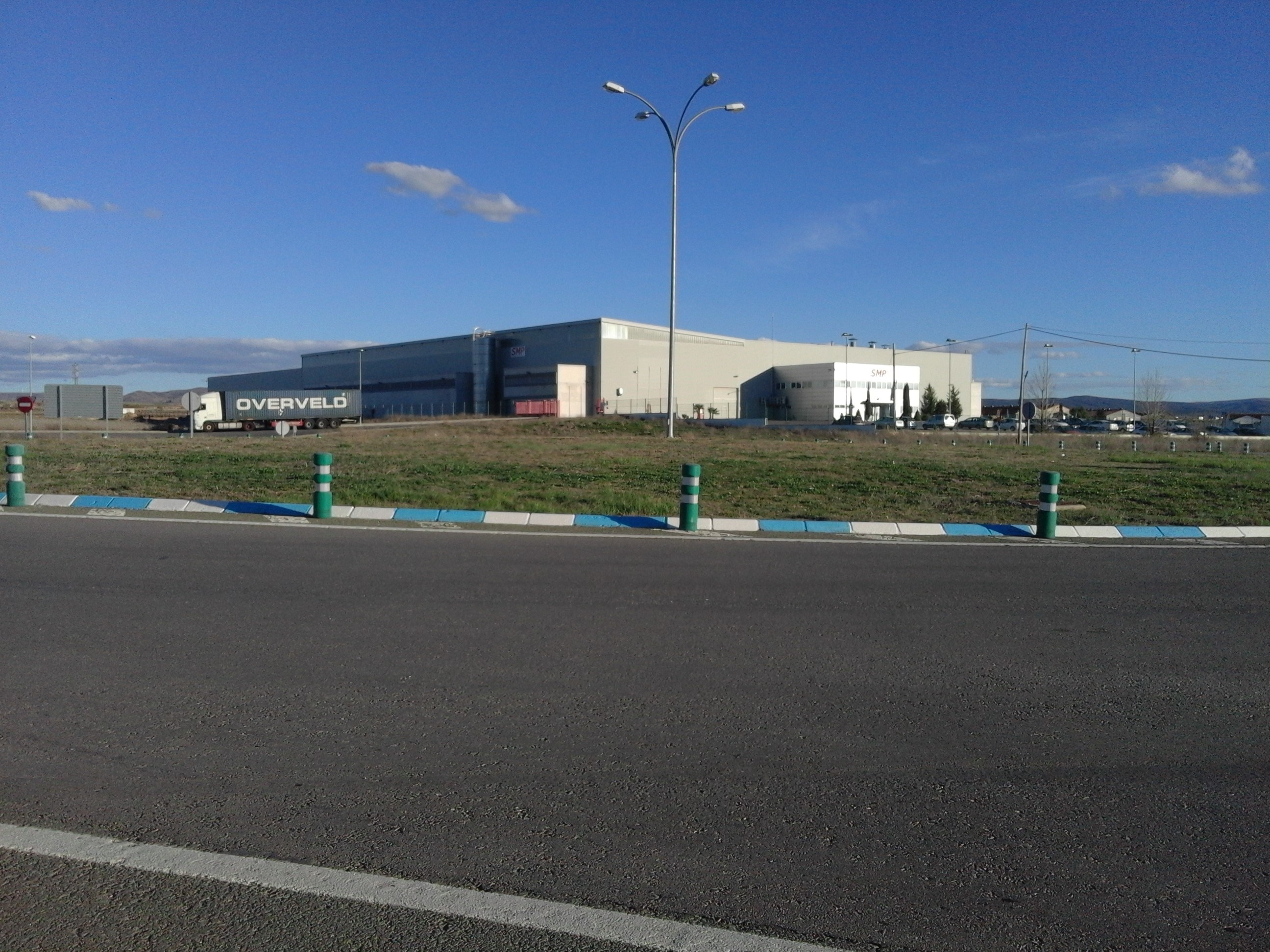
Polígono industrial Azalenguas

En los años 90 se construyó el polígono industrial Azalenguas, situado a las afueras del núcleo urbano y al lado de la carretera general N-234. La factoría más importante del mismo es una planta dedicada a la fabricación de componentes para automoción (SMP Automotive Technologies), instalada en 2003, que actualmente da empleo a unos 150 residentes en la localidad.
También hay una fábrica de tubos de hormigón, un taller de carpintería metálica y otro de carpintería de madera.

### Sector terciario
La comarca forma parte del Camino del Cid, serie de rutas turístico-culturales que siguen los pasos que recorrió Rodrigo Díaz de Vivar, el Cid Campeador, en el siglo XI. En concreto la localidad forma parte de la llamada Ruta de Las Tres Taifas, entre Calatayud y Cella de 308 km, que se puede recorrer total o parcialmente a pie, en bicicleta o en coche.
De igual manera existen diferentes itinerarios en bicicleta, en coche o caminando por los diferentes espacios naturales de la Comarca del Jiloca: valles, sierras, riberas, cerros, fuentes, manantiales y bosques.
El municipio está rodeado de destacados ejemplos de la arquitectura mudéjar a lo largo de los diferentes municipios de la comarca del río Jiloca. A más distancia se hallan la ciudad medieval de Daroca y el castillo de Peracense, ambos a unos 35 km de la población. Un poco más lejos, a unos 70 km, se halla la ciudad de Albarracín, famosa por su núcleo urbano histórico.
Con respecto a espacios naturales es destacable la reserva natural de la Laguna de Gallocanta, a unos 30 km, la mayor laguna natural de agua salada de Europa.
En cuanto a alojamiento, desde 2010 funciona el hostal restaurante La Concordia, situado al lado de la iglesia parroquial. También han surgido varias casas rurales para la práctica de turismo rural, en paralelo al resto de la comarca.

## Símbolos

Escudo de Fuentes Claras

Bandera de Fuentes Claras

Fuentes Claras tiene escudo y bandera oficiales. Fueron adoptados oficialmente en 1993.
Escudo
Cuadrilongo con base circular. En campo de gules (rojo), con una fuente de oro (2 caños de azur sobre ondas de azur y plata) cargada de una olma, de sinople (verde), con las raíces de azur, cargada, a su vez, en el tronco, de la cifra «1663», de oro, y brochante una cinta con el Señal Real de Aragón, cargada con la leyenda Fontes Clarae, de sable (negro). Al timbre, Corona Real Abierta.
Bandera
En un paño cuyas proporciones son de una longitud equivalente a tres medios de anchura. El espacio se distribuye en tres fajas: la primera roja y la tercera amarilla, de igual anchura (8/36 cada una); la segunda o intermedia, de color azul (de ancho 20/36), en la cual se colocan sus armas principales: una fuente de oro (dos caños de azur sobre ondas de azur y plata) situada en el centro de la bandera (inscrita en un rectángulo de 16/36 de alto por 14/54 de ancho), cargada de una olma, de sinople, con las raíces de azur, cargada a su vez, en el tronco, de la cifra «1663», de oro, y brochante una cinta con la Señal Real de Aragón, en la que se refleja la leyenda Fontes Clarae, de sable.

## Administración y política
Alcaldes en la Segunda República (1931-1936)
| Período   | Alcalde                    | Partido |  |
| --------- | -------------------------- | ------- |  |
| 1931      | Pedro Manuel Pérez Fuertes | PRR     |  |
| 1931-1936 | Enrique Esteban Julve      | PSOE    |  |

Alcaldes en el periodo democrático (1979-actualidad)
| Periodo   | Nombre                     | Partido | Partido                                            |
| --------- | -------------------------- | ------- | -------------------------------------------------- |
| 1979-1983 | Antonio Sánchez Sanz       |         | Unión de Centro Democrático (UCD)                  |
| 1983-1991 | Mariano Pérez Pellicer     |         | Alianza Popular (AP)                               |
| 1991-2003 | Mariano Pérez Pellicer     |         | Partido Popular de Aragón (PP)                     |
| 2003-2015 | Joaquín Sánchez Romero     |         | Partido de los Socialistas de Aragón (PSOE-Aragón) |
| 2015-2019 | Mª Milagros Gracia Alfonso |         | Partido Aragonés (PAR)                             |
| 2019-act. | Diego Hernández Bernal     |         | Partido Aragonés (PAR)                             |

| Partido político    | Partido político                                   | 1979   | 1983   | 1987   | 1991   | 1995   | 1999   | 2003   | 2007   | 2011   | 2015   | 2019   | 2023   |
| Partido político    | Partido político                                   | Ediles | Ediles | Ediles | Ediles | Ediles | Ediles | Ediles | Ediles | Ediles | Ediles | Ediles | Ediles |
|                     | Partido Aragonés (PAR)                             | —      | —      | —      | 2      | 2      | 3      | —      | 3      | 3      | 7      | 4      | 7      |
|                     | Partido de los Socialistas de Aragón (PSOE-Aragón) | —      | 3      | 3      | 1      | 1      | —      | 4      | 4      | 4      | —      | 3      | —      |
|                     | Partido Popular de Aragón (PP)                     | —      | 4      | 4      | 4      | 4      | 4      | 3      | —      | —      | —      | —      | —      |
|                     | Unión de Centro Democrático (UCD)                  | 7      | —      | —      | —      | —      | —      | —      | —      | —      | —      | —      | —      |
| Total de concejales | Total de concejales                                | 7      | 7      | 7      | 7      | 7      | 7      | 7      | 7      | 7      | 7      | 7      | 7      |

## Servicios

### Educación
La localidad tiene un centro educativo público: el CEIP Nuestra Señora de los navarros, vinculado al CRA Goya de Caminreal, con un total de 36 alumnos.

### Sanidad
Hay un consultorio, dependiente del Servicio Aragonés de Salud, y una farmacia. Depende de la Zona de Salud de Calamocha y del Hospital de Teruel.

## Cultura

### Patrimonio arqueológico
Yacimiento de La Loma del Prado
Se trata de un yacimiento arqueológico de carácter urbano de época imperial romana, existente aproximadamente entre los siglos I y IV d. C. Está situado junto al linde con El Poyo del Cid, de unas nueve hectáreas de superficie. Debió fundarse a partir del abandono del poblado anterior en el cerro de San Esteban de dicho municipio, a apenas un kilómetro de distancia.
En superficie no conserva estructuras pero han aflorado diversos objetos. Destaca un sillar de arenisca, en cuyo frente tiene grabado una cabeza de toro o buey con hojas de acanto, conservado en el Museo de Teruel, así como una tésera de hospitalidad, de bronce con forma de delfín. También han aflorado tégulas y otros restos.
Dicho asentamiento son los restos de actividad humana más antiguos existentes en el actual término municipal. Podría identificarse con la antigua ciudad de Leonica, mencionada en referencias documentales de la Antigüedad.
Ciudadela
La antigua ciudadela se ubicaba donde hoy se halla la iglesia parroquial. Actualmente apenas quedan restos, pero el espacio ha sido acondicionado para que pueda visitarse.
Su origen se remonta a los siglos XII y XIII, durante la repoblación aragonesa, pero no es posible afirmar si abarcaba la aldea primitiva o solo se construyó alrededor de la primitiva iglesia. En 1337 fue reforzada y ampliada por Jaime II, al ser territorio fronterizo con el Reino de Castilla y como defensa contra las invasiones castellanas. En 1361 Pedro IV volvió a ordenar obras en el recinto, pues durante la Guerra de los Dos Pedros quedó muy dañada y el arzobispo de Zaragoza autorizó la construcción de una torre campanario en la fortificación. A partir del siglo XV, con la unificación de los reinos de Aragón y Castilla la fortaleza perdió su razón de ser. Con el tiempo la estructura militar y la primitiva iglesia fueron sustituidos por el actual templo parroquial y la torre defensiva se convirtió en campanario, cegando las saeteras y eliminando las almenas. De la ciudadela original quedó uno de sus muros exteriores, de 30 metros de longitud y 4 de altura, realizado en sillares de grandes dimensiones, perfectamente visible desde la calle. En él quedan varias saeteras bien visibles en su cara interna y apenas apreciables en la parte externa del muro, además de un ligero talud en la base. 
En 2024 se iniciaron los trabajos para convertir en zona verde el espacio entre el muro de la antigua ciudadela y la iglesia parroquial. Durante las catas arqueológicas afloraron una serie de restos hasta entonces desconocidos: un lienzo de muralla y su foso, otra torre defensiva y una barbacana, restos de la primitiva parroquia y una necrópolis con 30 tumbas antropomórficas excavadas en la roca, entre otros. A consecuencia de ello los restos fueron preservados y el lugar acondicionado como parque arqueológico, siendo inaugurado el 18 de julio de 2025.
Cantera de muelas de molino
En las inmediaciones de la estación de ferrocarril se encuentra una antigua cantera de muelas de molino harinero. De ella se extraía Toba volcánica, un tipo de roca ígnea más bien ligera, suave al tacto y de consistencia porosa, idónea para ser trabajada. Ello facilitaba su extracción, trabajo en bloques de gran tamaño y transporte en distancias cortas. Por ello tuvo un papel relevante al aprovisionar los molinos harineros de la comarca, y posiblemente también de materiales para la construcción.
De ella se hizo eco el Diccionario Madoz en 1847 y más adelante la Enciclopedia Espasa en 1924, por lo que estuvo en activo al menos durante los siglos XIX y XX. Con la llegada del ferrocarril y el cierre de los molinos de la comarca la cantera perdió su razón de ser y fue abandonada; actualmente apenas quedan algunos vestigios en superficie.

### Patrimonio civil

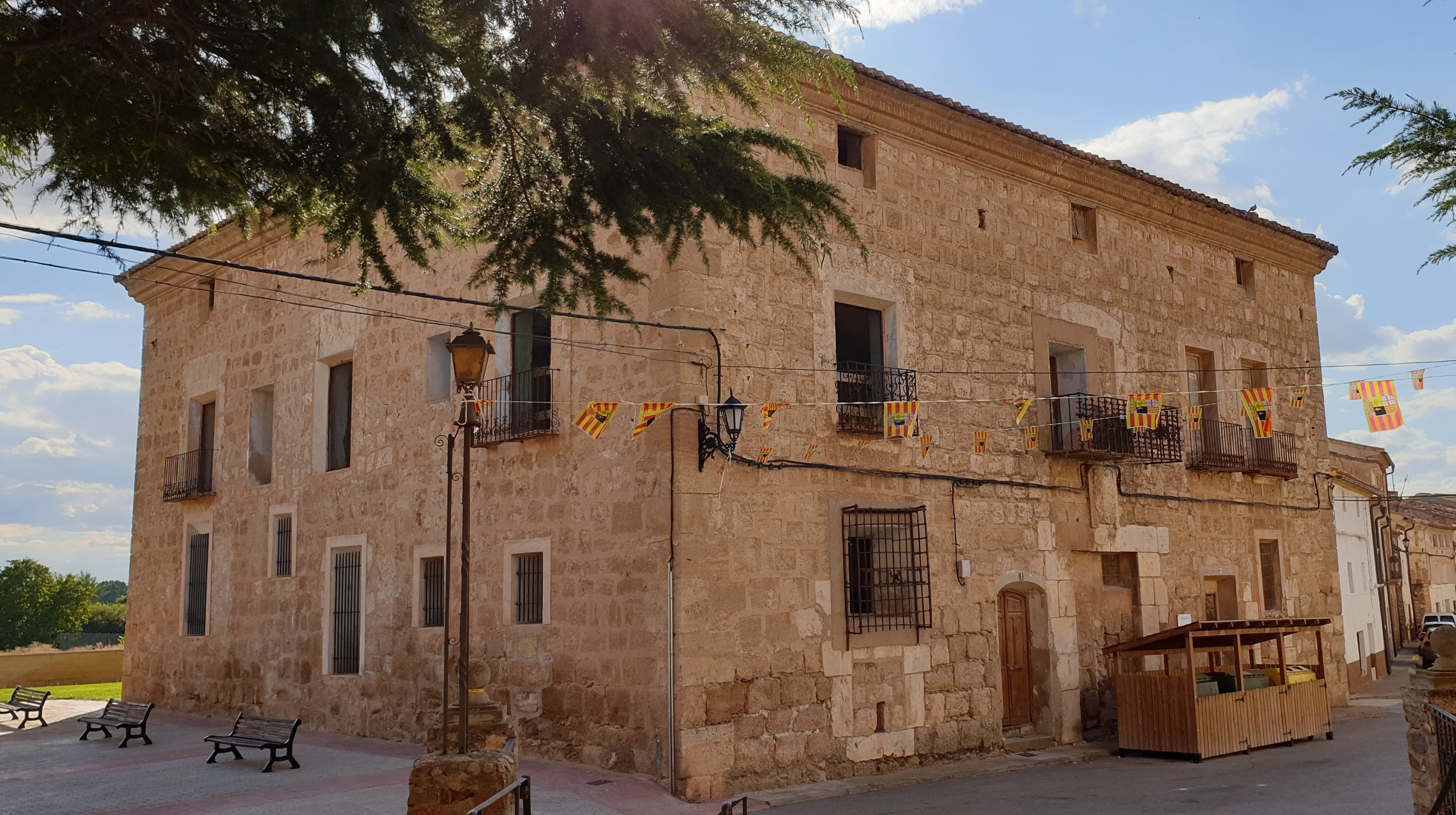
Casa Grande
Es el edificio más emblemático de la arquitectura civil de la localidad, aunque podemos encontrar otras viviendas populares. En 1770 pertenecía a Joaquín Cayetano Cavero y Pueyo, IV Conde de Sobradiel (m. 1809), dueño también en esa época de una gran hacienda rústica repartida por los pueblos de Fuentes Claras y El Poyo del Cid.
Es un edificio civil señorial de dos plantas y ático, construido en mampostería. En la planta principal presenta una portada adintelada en sillería y cuatro balcones con reja de forja. El escudo nobiliario esta picado, no pudiendo reconocerse el linaje al que representaba. En la planta superior y alrededor de la casa se encuentran pequeños vanos que conforman el palomar de la casa.
En el siglo XIX o principios del XX se dividió el edificio en dos familias, que cambiaron la estructura original de los vanos. La puerta principal fue cegada y se abrieron dos laterales, así como los balcones, que también fueron transformados. Actualmente una de las mitades (la más cercana a la iglesia parroquial) es propiedad del Ayuntamiento y se espera adquirir la otra parte para llevar a cabo la restauración del edificio como equipamiento municipal.
Fue declarado Monumento de Interés Local por la corporación municipal el 9 de mayo de 2008 de cara a su inclusión en el Catálogo del Patrimonio Cultural Aragonés.
Estación de ferrocarril

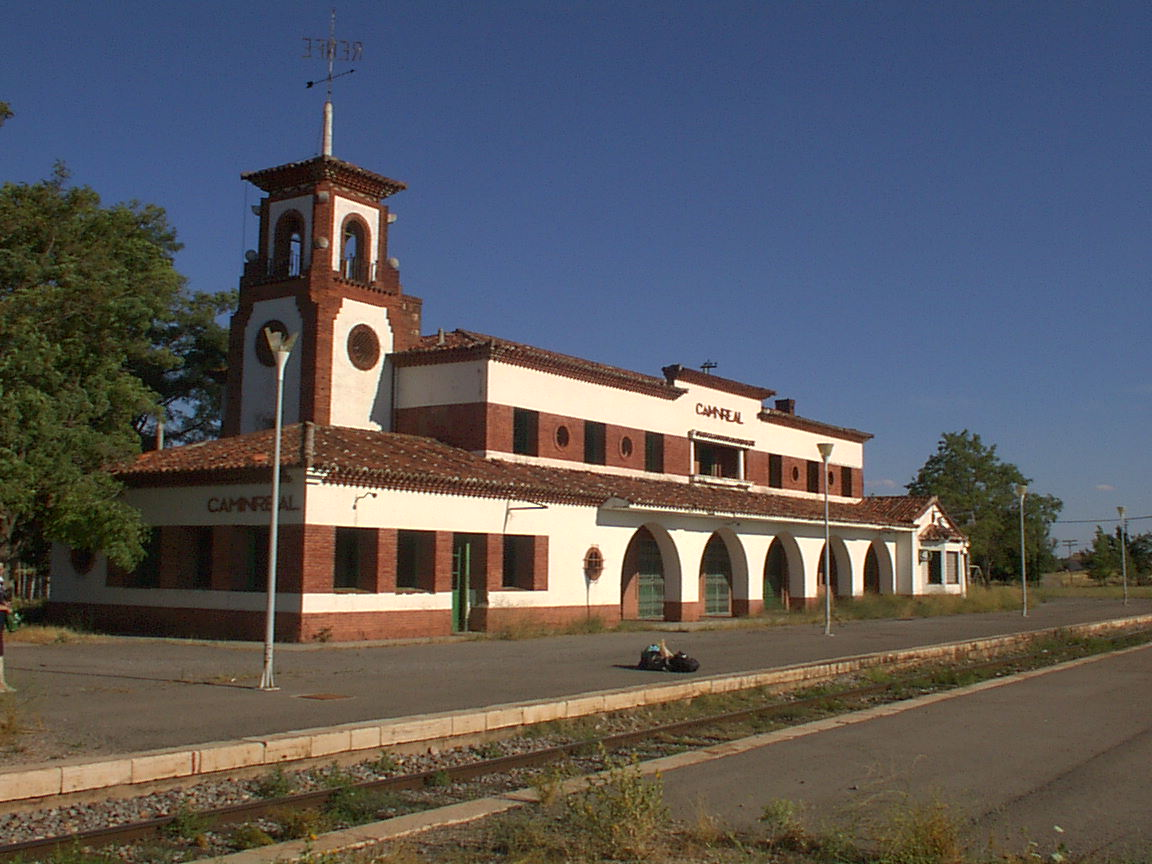
Estación Caminreal-Fuentes Claras

Estación ferroviaria de estilo racionalista, construida en 1933 según diseño del arquitecto madrileño Luis Gutiérrez Soto con motivo de la apertura de la línea Caminreal-Zaragoza. El cuerpo del edificio está situado en el término municipal de Caminreal, pero los terrenos perimetrales de la estación se hallan a caballo de ambos municipios. De hecho portó el nombre de Caminreal hasta fechas recientes, cuando fue rebautizada como Caminreal-Fuentes Claras.
El edificio destaca por su modernidad, combinando elementos del racionalismo arquitectónico entonces vigente con otros de aire popular como fachadas encaladas, bandas de ladrillo rojizo, teja curva o carpinterías en verde. Todo ello da al edificio un marcado acento local, integrado en el paisaje y a la vez moderno e innovador. Fue un importante activo para el desarrollo económico y social además de un estratégico nudo de comunicaciones que en los años 50 y 60 del siglo XX empleó a más de cien trabajadores, bastantes de ellos residentes en el cercano barrio de San Salvador (El Santo). Al cerrarse la línea Calatayud-Caminreal en 1985 entró de decadencia hasta clausurarse en 1995. Fue declarada en 2007 Bien Catalogado del Patrimonio Cultural Aragonés. En 2019 fue designada como una de las sedes del futuro Museo del Ferrocarril de Aragón y se prevé su rehabilitación para tal finalidad.
Centro de Comunicaciones Calamocha-VOR

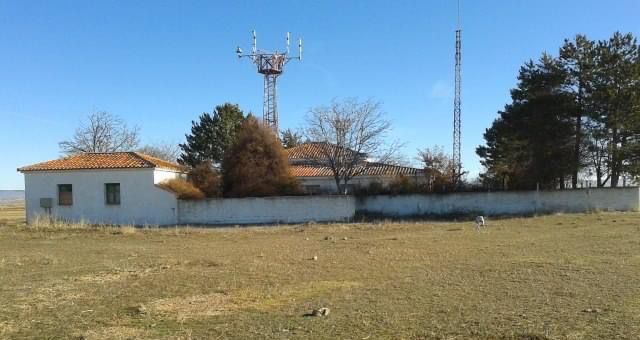
Centro de comunicaciones Calamocha-VOR

Fue construido en 1959 por el Ministerio del Aire como centro de comunicaciones para la navegación aérea, en sustitución del existente hasta entonces en Calamocha. El edificio acoge las instalaciones aeronáuticas del centro de comunicaciones, el radiofaro omnidireccional (VOR) y el equipo medidor de distancia (DME), funcionando de manera automatizada. Está adscrito a AENA y su actividad la regula actualmente el Ministerio de Fomento.
También estuvo ubicado el observatorio meteorológico hasta 1985, año en que retornó a Calamocha. Allí fue donde se registró el récord de –30 °C de 17 de diciembre de 1963, uno de los tres vértices del denominado Triángulo de hielo o Triángulo del frío, del que los otros dos son Teruel y Molina de Aragón (Guadalajara).

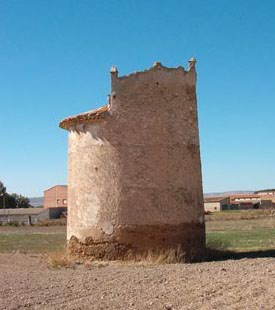
Palomar circular
Situado a la entrada del pueblo desde el acceso desde la carretera general, el palomar es una torre de planta circular construida en mampostería, reservándose las piedras más grandes para enmarcar la entrada de la puerta, la cual es adintelada con dintel de madera. Conserva el enlucido de argamasa original. Tiene tres plantas, la inferior como almacén y las dos superiores, a las que se accede mediante escaleras de madera, destinadas a la función de palomar. Podría datarse en torno al siglo XVIII.
Peirón de la Piedra Plana
Es un pilar votivo de piedra, formado por una grada de único escalón, basa y un solo cuerpo que alberga tronco y edículo. Este último es una capilla donde se podía leer la dedicatoria y el nombre del fallecido (totalmente ilegible en la actualidad). Coronado en forma de pirámide rematada con una bola, mide unos 2 metros en total. Desconocemos su fecha de erección, aunque podría ser en algún momento del siglo XIX.
Fuente de piedra
Situada en la calle del mismo nombre, con dos caños y cubierta con un arco de piedra, se halla ligeramente deprimida y para acceder a ella es necesario bajar unos escalones. Aparece mencionada en 1882, aunque seguramente debe ser muy anterior. No es la fuente original, pues fue cambiada de ubicación en los años 90 para facilitar el paso del tráfico rodado.
Reloj de sol
Se encuentra en la fachada de un domicilio particular, situado en la calle San Pedro número 12. Data de 1887 y se trata de un reloj cuadrangular con adorno semicircular radial en la parte superior. Está esgrafiado sobre yeso, en colores blancos azulados. En la franja superior se lee la inscripción AÑO 1887 y a continuación SESESMD.
Hay dos relojes de sol más en la población en sendas fachadas de fincas particulares, pero de fechas muy recientes (uno de 2010 y otro sin fechar, pero de época similar).
Monumento a la bicicleta
Se trata de una escultura contemporánea llamada La bicicleta de Julia Berna, creada en hierro en forja con forma de bicicleta gigante, obra del escultor José Azul. Fue colocada en 2019 en la rotonda de entrada a la población, desde el desvío de la carretera general N-234. Es el primer elemento que se ve al entrar en la población, alusivo a la fama que tienen los lugareños como usuarios de dicho medio de transporte.

### Patrimonio industrial

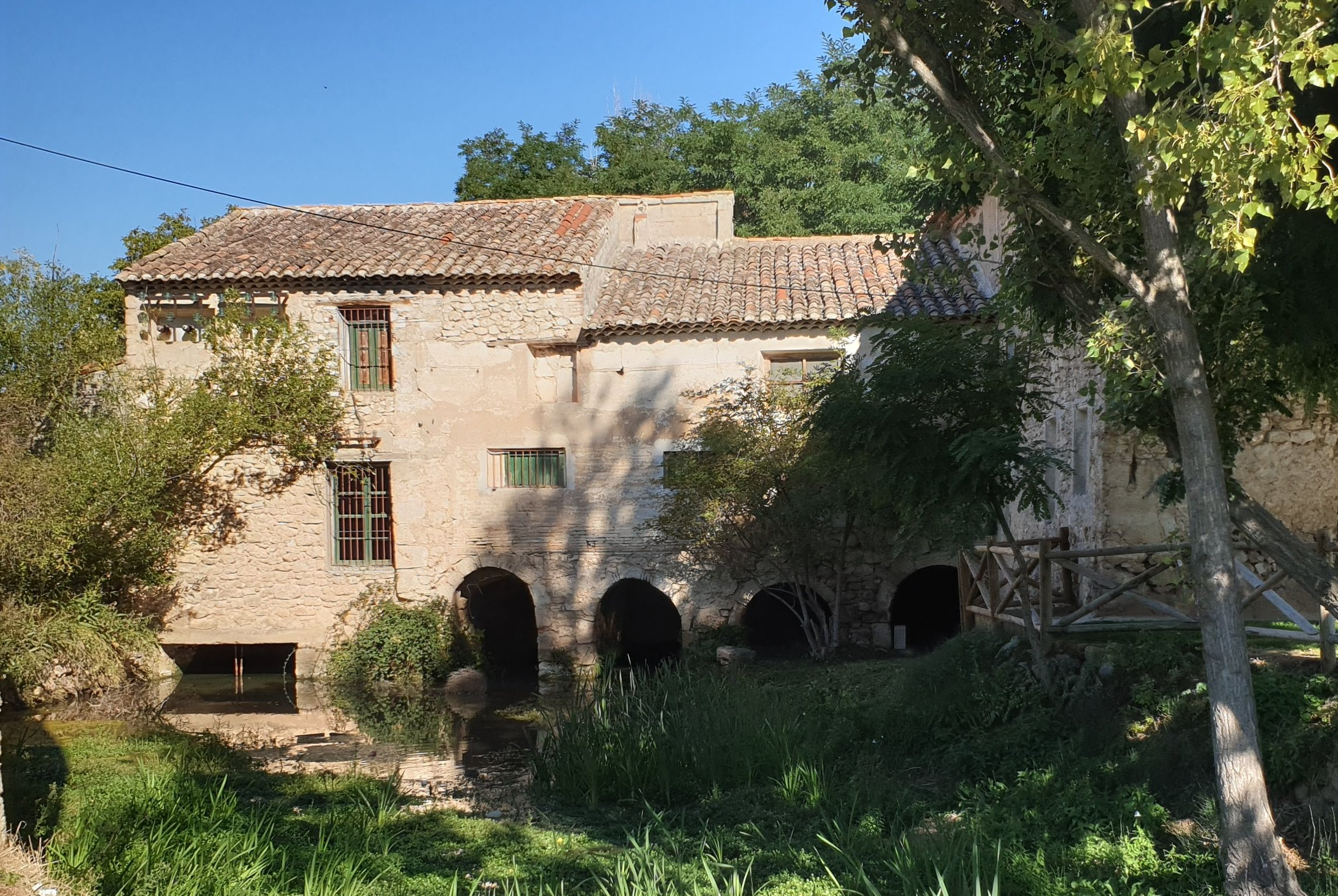
Molino harinero
Fue construido con anterioridad a 1555. En 1731 pertenecía a José Latorre Alava, hidalgo vecino de Burbáguena, quien lo arrendaba a molineros profesionales.
Se trata de un molino de la tipología de contrabalsa. Construido en mampostería, tapial y ladrillo, según diversas reparaciones. Presenta cuatro cárcavos, de diferente factura, unos realizados en sillería y otros con los sillares menos regularizados. Posee una vivienda anexa, a la que se accede por un porche de entrada, bajo el cual se encuentra un arco de medio punto de sillería, muy modificado. El resto de la construcción alterna tapial y mampostería. Conserva en su interior la maquinaria tanto del molino como de la fábrica de luz. Esta última instalación fue creada en el siglo XX para llevar la electricidad a la fábrica de harinas de Bello, que era de los mismos propietarios. Dejó de funcionar a principio de los años 80.
Lavadero de lanas
Antiguo complejo industrial dedicado al lavado de la lana, construido a principios del siglo XVII a raíz del surgimiento de la industria lanera en la comarca. Estaba situado en el camino entre Fuentes Claras y El Poyo del Cid, localidad del actual término municipal de Calamocha. Tenía unas dos hectáreas de extensión y se extendía en gran parte por la localidad vecina, aunque más cerca del casco urbano fuentesclarino. Para su construcción se tomaron materiales del vecino yacimiento romano de La Loma del Prado.
Sus instalaciones incluían todos los servicios para el procesado de la lana: pesado y almacenaje, estibado, caldera para escaldado y pilas de lavado, zonas para estirado y secado, además de otras estancias (talleres, almacenes, alojamiento, comedores, etc.). Se ubicaba al lado del río Jiloca, cuya agua era necesaria para todo el proceso. Llegó a tener un centenar de empleados en el siglo XVIII.
Estuvo activo hasta principios del siglo XIX, cuando la guerras contra Napoleón, la primera guerra carlista y la emergente industria del algodón en Cataluña afectaron al comercio lanero local. Hacia 1850 ya no funcionaba y fue abandonado, quedando tan solo unas pocas ruinas en superficie.

### Patrimonio religioso

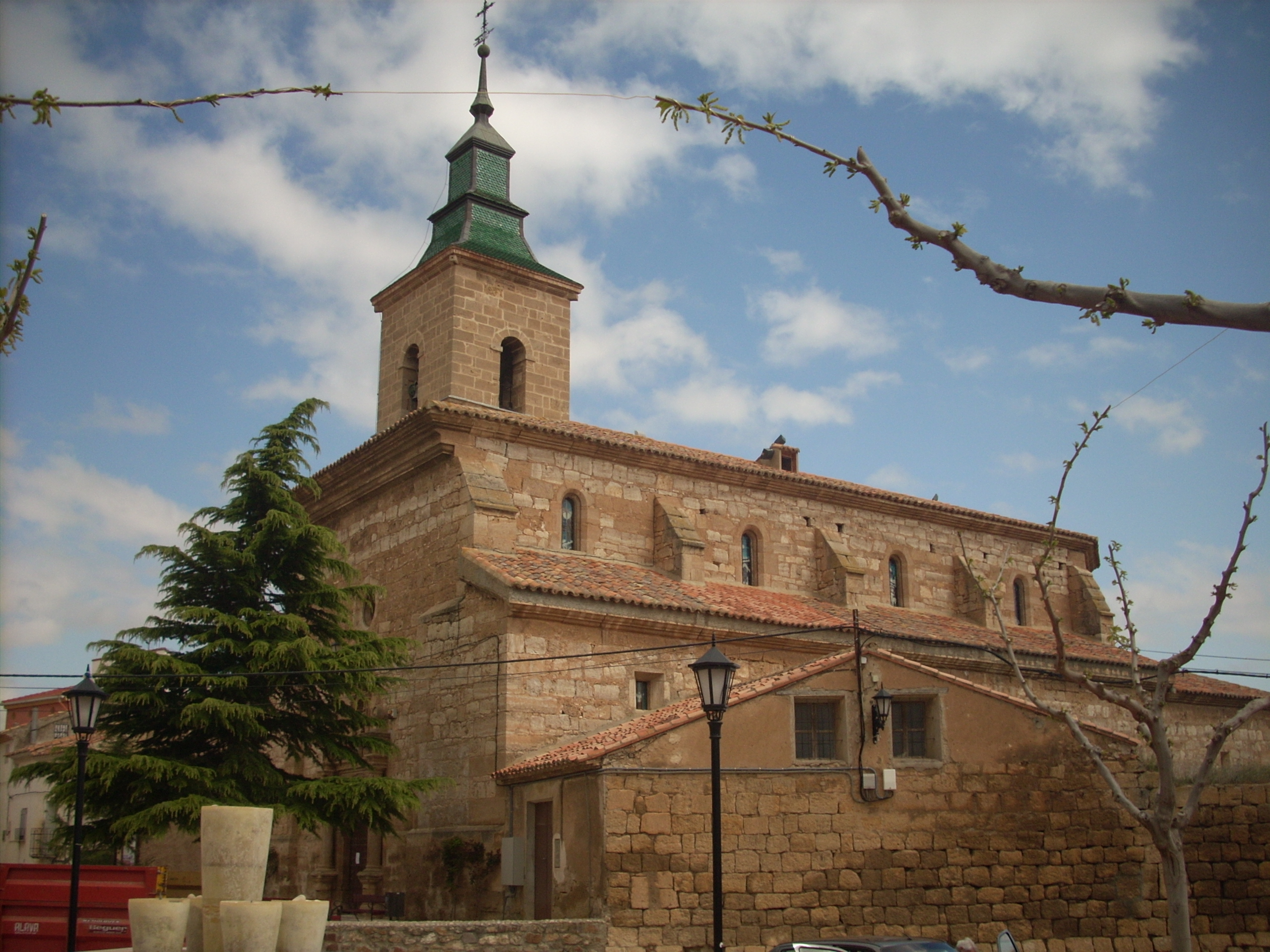
Iglesia parroquial de San Pedro
Edificio gótico-renacentista, construido en el siglo XVI. La primera noticia que se tiene es de 1567, cuando el visitador arzobispal mandó enladrillarla.
Está construida en mampostería y cantería, ubicada sobre las ruinas de la antigua ciudadela. Presenta una única nave de tres tramos y capillas entre contrafuertes. La cubierta es de crucería estrellada con arandelas de madera policromada del siglo XVII y la cabecera es poligonal, cubierta con la misma bóveda que el tramo adyacente de la nave mayor.
La torre presenta dos cuerpos de piedra. En 1699 se coronó con un nuevo chapitel a cargo del maestro de obras de Madrid Juan Antonio Aparicio. Por ello presenta una estética barroca castellana, distinta a la del resto de la comarca.
De comienzos del siglo XVII es el retablo de la Virgen del Rosario, en el que debió de trabajar el escultor navarro Miguel Sanz (m. 1623). De la misma época es un retablo manierista, con imágenes de Santa Ana y San Bartolomé. Junto a él, en el lado de la epístola, se conservan las imágenes dieciochescas de Santa Lucía, San Fabián y San Sebastián.
El órgano fue construido por el maestro organero Bartolomé Sánchez en 1724.
La portada del edificio es sencilla, de dos cuerpos. Es diferente a las habituales de la época y sería producto de una reforma posterior. Sirvió de modelo a la de la iglesia parroquial de Caminreal, ya en el siglo XVIII. En el lado izquierdo de la portada se puede apreciar la inscripción Año 1663 / se plantó la olma. Desde fecha inmemorial la portada estaba flanqueada por dos olmos centenarios (las olmas). Ambos fueron atacados por una enfermedad y, tras consulta popular, cortados en 1989 y sustituidos por árboles jóvenes.
En el lateral derecho se encuentra una pequeña construcción que da acceso al espacio del cementerio antiguo, del cual aún se conserva el muro de sillería que bordea este lado de la iglesia.

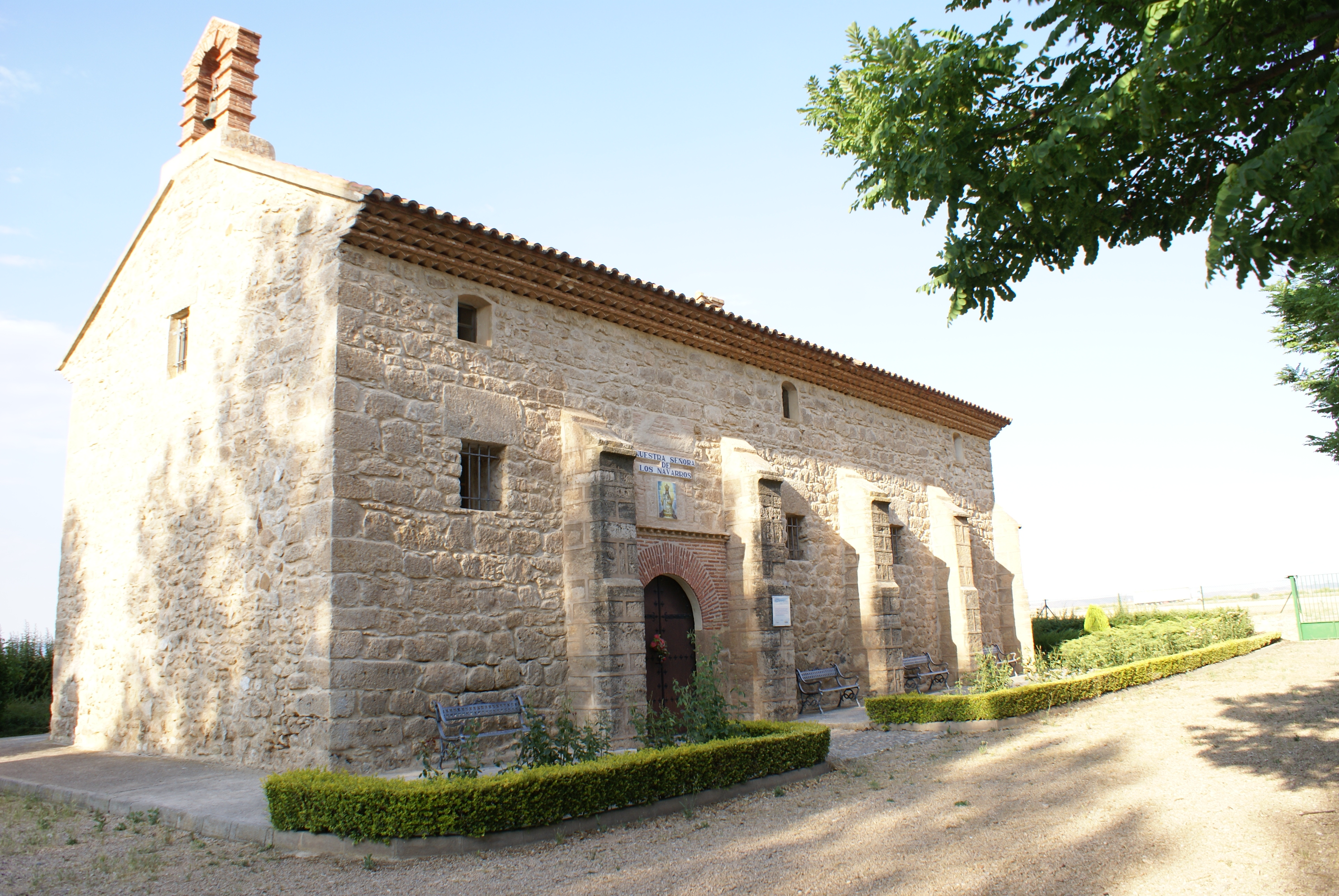
Ermita de la Virgen de los Navarros
Datada en el siglo XVII. Construida en mampostería, en las afueras del casco urbano y colindante con la carretera general, de una sola nave cubierta con bóveda de medio cañón con lunetos Su cabecera es poligonal y está alineada con dos edificios laterales. Tiene decoración de estucos. La portada, con arco de medio punto de ladrillo bajo una fila de esquinillas, está coronada por la imagen de la virgen en cerámica contemporánea.
Inicialmente se la llamó Virgen del Camino, al hallarse la ermita al lado del Camino Real que unía Zaragoza y Teruel; después fue llamada de la Fuente, por la que regaba la huerta cercana; y finalmente, de los Navarros. Acerca del cambio de nombre último hay varias leyendas populares. Según una, fue a propósito de unos navarros que de camino a Valencia entablaron una reyerta y resultaron heridos, pero fueron ayudados por la Virgen a recuperar la salud y dotaron a la ermita de copiosas limosnas. Otra teoría habla de otra reyerta, también de navarros, que gracias a la intercesión de la Virgen se evitó la muerte de la hija a manos de su padre. Finalmente, una tercera versión dice que unos navarros robaron la Virgen de la ermita y huyeron; cuando ya se habían alejado del pueblo se pararon para reposar y se dieron cuenta de que la imagen había desaparecido: milagrosamente la Virgen se encontraba de nuevo en la ermita.
En 1789 el religioso fuentesclarino Joaquín Ibáñez de Jesús y María le dedicó a la Virgen un novenario y unos gozos de devoción.
Ermita de San Ramón Nonato

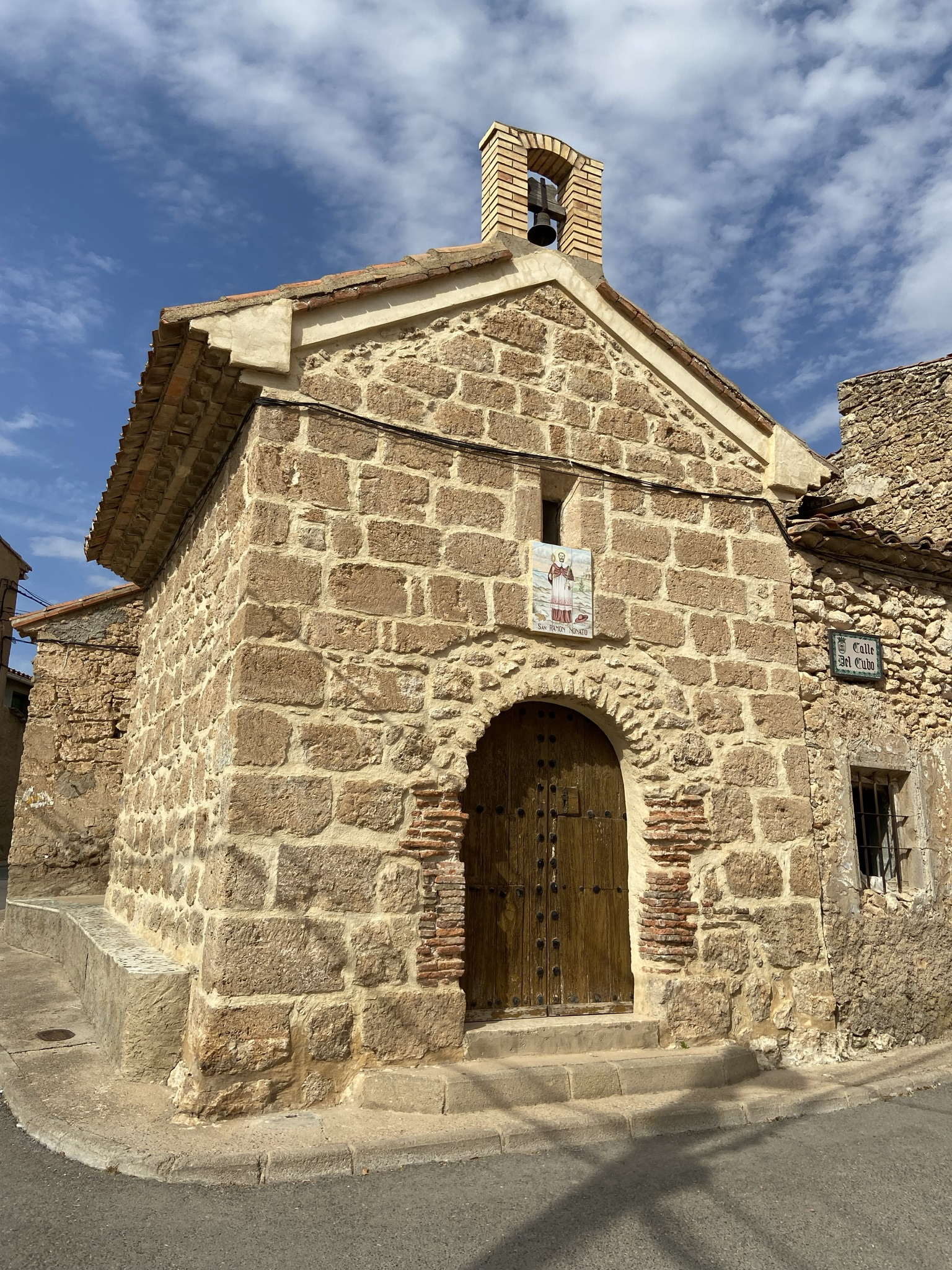
Ermita de San Ramón

Construcción popular, donada en 1726 al Ayuntamiento por sus constructores y construida en fechas inmediatamente anteriores. Presenta una sola nave de pequeñas proporciones, con un ábside poligonal poco pronunciado cubierto por una bóveda de arista y tejado a dos aguas. La fachada es de sillería y la entrada presenta un arco de medio punto de sillería. El 23 de agosto de 2010 el Ayuntamiento la declaró Monumento de Interés Local de cara a su inclusión en el Catálogo del Patrimonio Cultural Aragonés.

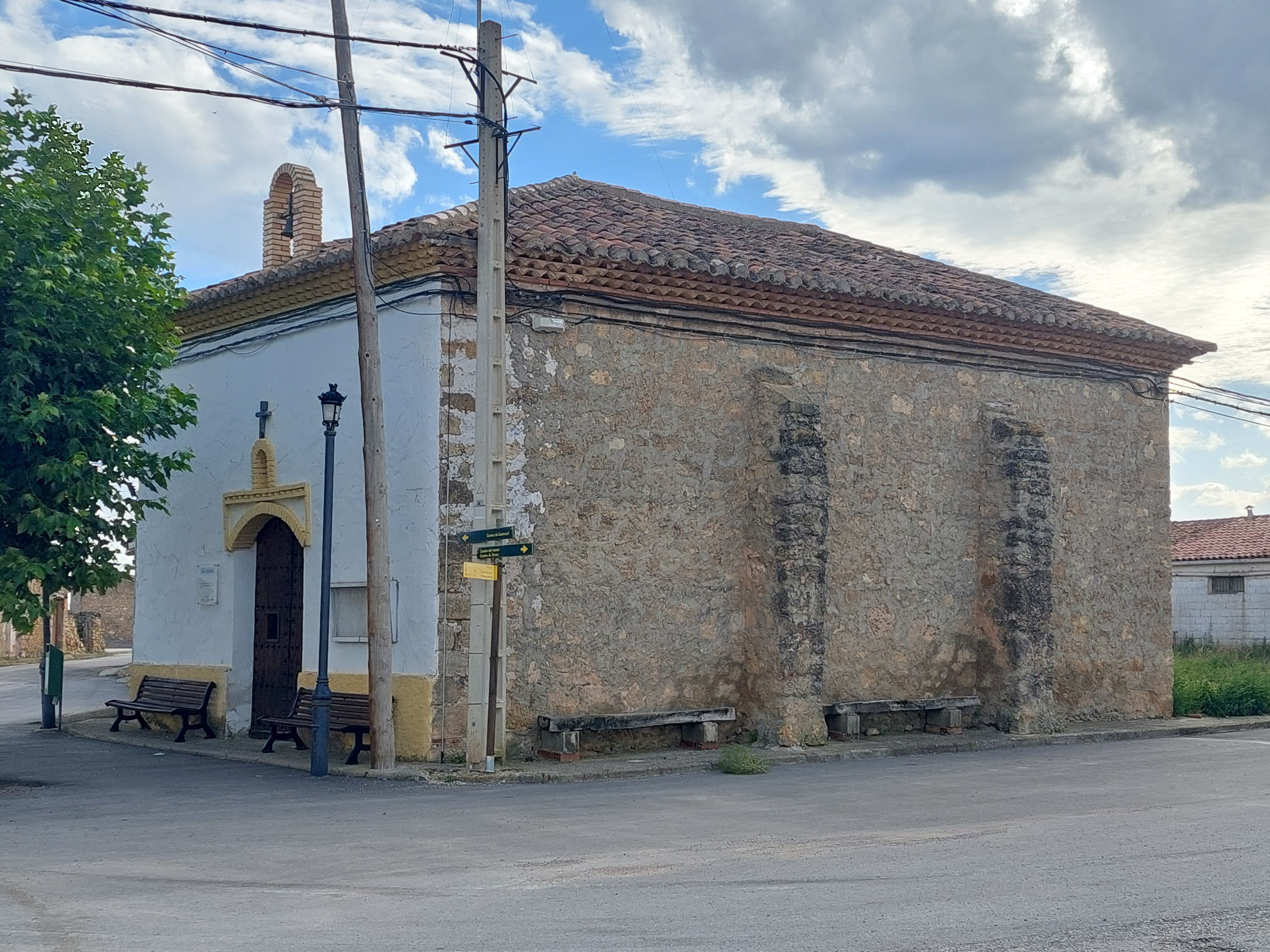
Ermita de San Salvador
Construcción popular levantada durante la segunda mitad del siglo XVIII, también conocida como El Santo y situada en el barrio homónimo. Presenta una sola nave y está cubierta a dos aguas. Presenta un sencillo arco rebajado de entrada, sobre el que se dispone una fila de ladrillo al tresbolillo. El 23 de agosto de 2010 el Ayuntamiento la declaró Monumento de Interés Local de cara a su inclusión en el Catálogo del Patrimonio Cultural Aragonés.
Ermita de San Marcos
Una cuarta ermita, la de San Marcos, fue construida de nueva planta en 1988. Está situada en las lomas de Valdellosa, a unos cinco kilómetros de la localidad, y es actualmente el lugar de destino de la romería que tradicionalmente se celebra en abril y que antes tenía por destino la ermita de San Esteban, de El Poyo del Cid.

### Patrimonio viario
Camino Real
Antiguo trazado viario que transcurre de norte a sur del término municipal, entre la carretera general (N-234) y la Autovía Mudéjar (A-23). Sus orígenes podrían remontarse a época romana al formar parte del trazado de la antigua calzada entre Saguntum (Sagunto) y Bilbilis (Calatayud) o Caesaraugusta (Zaragoza), o la existente entre Laminio (La Mancha) y la misma Caesaraugusta (Vía XXXI). En época medieval fue conocido como Camino Real y fue una de las principales caminos de tránsito y transporte de mercancías, siendo durante siglos la ruta más directa entre Teruel y Zaragoza. Luego quedó obsoleto con la construcción de la N-234 y fue desapareciendo al ser sustituido por nuevas carreteras o absorbido por éstas.
En Fuentes Claras se conserva su trazado íntegro, en gran parte ligeramente asfaltado. En el cruce con el camino hacia Rubielos de la Cérida se construyó la ermita de la Virgen de los Navarros, antaño conocida como Virgen del Camino por haberse levantado al lado del Camino Real. En otros dos cruces funcionaron sendas ventas para la atención de viajeros y transporte: una, conocida como Venta del francés, en el camino que desemboca en la N-211 y otra, conocida como Venta de Fuentes Claras, en el cruce del camino hacia Bañón. Con la caída en desuso del Camino Real ambas dejaron de funcionar como tales y se encuentran en un avanzado estado de ruina.
Vía verde
Las vías verdes son caminos naturales para uso peatonal o ciclista, reutilizando antiguos trazados ferroviarios para convertirlos en senderos de carácter turístico y cultural. En Fuentes Claras transcurre de norte a sur del término municipal y en paralelo a la actual vía ferroviaria entre Valencia y Zaragoza. Forma parte de la Vía verde Santander-Mediterráneo, que discurre entre Santander y Valencia, trazada aprovechando el trazado de antiguas líneas ferroviarias.
En Fuentes Claras la Vía verde transcurre acondicionando la vieja Línea Calatayud-Valencia; en concreto, el tramo entre Calatayud y Caminreal, activo entre 1901 y 1985. Terminó de ejecutarse en 2022, siendo uno de los últimos de la Vía verde Santander-Mediterráneo en acabarse. Aparte de su valor histórico y natural, la Vía conecta y vertebra otras rutas de carácter turístico ya presentes en el pueblo y la comarca.

### Entidades culturales
- Asociación Cultural Alborada
- Asociación Amas de Casa Virgen de los Navarros
- Club de Jubilados San Marcos

### Cofradías
Además de la actual Cofradía de la Sangre de Cristo existieron hasta tres cofradías más: Cofradía del Santísimo Sacramento (siglo XVII), Cofradía de Nuestra Señora de los Navarros (siglos XVIII-XX) y Cofradía del Sagrado Corazón de Jesús (siglo XVIII).

### Festividades y tradiciones
La diferentes festividades de Fuentes Claras están planificadas y organizadas a lo largo del año por una comisión de fiestas de carácter permanente, integrada por vecinos de la población de manera rotatoria y coordinada con el Ayuntamiento.
Fiestas patronales en honor de la Virgen de los Navarros
Las fiestas mayores del pueblo se celebran en honor de la Virgen de los Navarros. Se celebran en septiembre y son una de las últimas de la comarca: los días principales son el 7 y 8 de dicho mes y siendo el día grande este último. Su acto central es la procesión a la ermita de la Virgen de los Navarros, además de un gran número de actos lúdicos y festivos.
Es tradicional y emotivo el canto de las albadas en la medianoche del 7 de septiembre, en la víspera de la festividad de la Virgen de los Navarros. En la denominada zona de la costerilla se interpreta una copla mirando hacia la iglesia. Al acabar se toca un estribillo, solo con instrumentos. Canta todo aquel que tenga motivo o quiera dar gracias a la Virgen.
Romería de los Penitentes
Las referencias más antiguas datan de 1674. El segundo domingo de mayo los vecinos acuden en romería a la localidad vecina de Villalba de los Morales, organizada por la Cofradía de la Sangre de Cristo, que es la que toma protagonismo en todos los actos. El acto es seguido por todos los vecinos y recibe gran cantidad de visitantes.
Romería a la ermita de San Marcos
Se celebra el sábado más próximo al día de San Marcos (25 de abril), acudiendo en romería a la ermita de El Santo. Este día es conocido como Romería o Día del Cerro.
Otras tradiciones
Últimamente se ha recuperado la celebración de hogueras por San Antón (17 de enero) por barrios o grupos de vecinos, llevando la leña los propios interesados. En el rescaldo de las hogueras se asaban patatas, productos del cerdo que se mataba en casa y vino con higos. Otras fechas de hogueras eran por Santa Lucía (13 de diciembre) y la víspera de San Blas (3 de febrero).
Antaño se celebraban los carnavales, que al igual que en otros pueblos de la Comarca del Jiloca, duraban hasta tres días. Se caracterizaban por la existencia de un personaje denominado el cagarrutero tras el que corrían los chavales por las calles de la localidad.
Para San Juan (24 de junio) los mozos plantaban un chopo en el frontón y por la noche se les ponían flores y cardos a las mozas, así como algún ramo de cerezas. Para San Pedro se ponía una enramada en forma de arco con ramas y unas vigas en la puerta de la iglesia.

### Gastronomía y patrimonio agroalimentario
La gastronomía local está representada por los productos de mayor renombre de la comarca: el azafrán, el jamón, el ternasco y la borraja.
Azafrán del Jiloca
Su cultivo se restringe a terrenos con condiciones muy precisas: altitud media entre 900 y 1.100 metros, preferentemente calizos y bien drenados. Fuentes Claras y el valle del Jiloca reúnen estas condiciones y durante siglos fue una de las principales regiones productoras del país. Durante el siglo XX la emigración del campo a la ciudad, la competencia de colorantes artificiales y azafranes de baja calidad y precio provocaron su desaparición casi total, pero en las últimas décadas se ha recuperado su producción y pretende obtener de la Unión Europea el reconocimiento como Denominación de Origen Protegida.
Jamón de Teruel
La denominación de origen Jamón de Teruel nació en 1984 y fue la primera de estas características en España. La zona de producción está formada por los términos municipales de la provincia cuya altitud media no sea inferior a 800 metros, entre los cuales se encuentra Fuentes Claras. Proviene de la selección de las razas de cerdo blanco Landrace, Large White y Duroc. Es un jamón de sabor suave, con el punto justo de sal y un porcentaje importante de grasa intramuscular.
Ternasco de Aragón
Por Ternasco de Aragón se entiende toda aquella carne de cordero certificada por el Consejo Regulador de la Indicación Geográfica Ternasco de Aragón, procedente de cinco razas autóctonas: ansotana, maellana, ojinegra de Teruel, rasa aragonesa y roya bilbilitana. Destaca por su carne de aspecto rosado, con un bajo porcentaje de grasa, y su sabor, muy suave, dado que los corderos son alimentados exclusivamente con leche materna y cereales.
Borraja
La Borraja es un vegetal muy habitual en la gastronomía local. Especialmente sus tallos, que suelen cocinarse de diversas maneras: con patatas y aliñados con aceite de oliva, revueltos con huevo o setas, o combinados con acelga, ajo y huevo. La borraja es también habitual como fondo básico para el caldo vegetal, sola o con otras verduras.

## Deporte
Ciclismo
El deporte estrella de la localidad es el ciclismo a nivel de usuario como medio de transporte cotidiano. La bicicleta goza de un excepcional arraigo y se ha convertido en seña de identidad del pueblo a nivel supralocal, ya que todos sus habitantes las usan para desplazarse. Incluso, durante un tiempo, se llegaron a matricular. La localidad ha llegado a ser conocida como el Ámsterdam aragonés.
Bolos y frontón
A nivel de competición, dos son los deportes que han gozado de gran arraigo en la localidad.
Por un lado el juego de bolos, practicado en cualquier espacio llano y sin obstáculos. Formado por nueve peones con una corona en la parte superior y una altura de setenta centímetros y un rey coronado con tres coronas y con una altura mayor. Para lanzar se emplean dos lanzaderas o mazas cilíndricas de 25 cm de longitud. Tradicionalmente ha sido practicado por mujeres.
Por otro lado el juego de pelota, practicado en el frontón por hombres.
Cicloturismo
Además del uso de la bicicleta como medio cotidiano de transporte, el pueblo forma parte de varias rutas que recorren la Comarca del Jiloca (como el Camino del Cid) en bicicleta de montaña como forma de potenciar el cicloturismo.

### Instalaciones deportivas
La localidad dispone de un pabellón polideportivo municipal en el que se realizan fiestas y celebraciones populares.
En la plaza de la Concordia hay una zona deportiva de moderna construcción, consistente en un frontón descubierto para el juego de pelota y una piscina descubierta.
El frontón viejo dejó de funcionar en cuanto se inauguró el nuevo. Actualmente sirve para actos sociales y festivos de diversa índole al aire libre gracias a su céntrica ubicación, cerca del Ayuntamiento.

### Entidades deportivas
- Club Deportivo Kuadrones

### Eventos deportivos
Destacan dos eventos atléticos que se celebran anualmente. 
Por un lado, desde 1995 se corre la Subida de San Marcos a finales de abril, prueba de entre 6,5 y 7 kilómetros disputada casi íntegramente por caminos de tierra en una suave pendiente ascendente entre el municipio y la ermita del mismo nombre. Se corre a finales de abril, durante la festividad homónima.
Por otro lado la carrera popular organizada anualmente por el Club Deportivo Kuadrones desde 2006, que se organiza a finales de agosto y de 10 km de distancia.
De 2012 a 2014 se celebró una prueba de Mushing o perros de tiro. Solía celebrarse en noviembre en dos etapas.

## Personas destacadas
- Miguel Francisco Gómez y Cabello (finales del siglo XVII-1756), escritor y rector de la Universidad de Zaragoza entre 1744 y 1749.
- José Ibáñez y Gassia (1728-1779), escritor e inventor.
- Joaquín Ibáñez de Jesús y María (1738-1809), escritor y orador.
- María Ignacia Ibáñez (1745-1771), actriz oriunda de Fuentes Claras.
- Mariano de Ibáñez Cuevas y Rubio (1750-1802), militar.
- Joaquín Gómez y Blasco (1774-1821), regidor del Ayuntamiento de Zaragoza (1804-1821) y diputado suplente de las Cortes de Cádiz (1813-1814).
- Rafael Ibáñez de Ibáñez (1796-1839), militar de la primera guerra carlista.
- Enrique Esteban Julve (1892-1968), alcalde durante la Segunda República entre 1931 y 1936.
- Pepe Gálvez (1950), guionista y dibujante de cómics.
- José Antonio Lázaro Romero (1951), jotero y presidente de la Federación de Comunidades Aragonesas en el Exterior.[111]
- Plácido Díez Bella (1958), periodista de radio y prensa escrita.
- José Antonio Pérez Cebrián (1958), presidente de la CEOE en Teruel entre 2019 y 2020.[112][113]
- Amparo Bella Rando (1961), historiadora, activista feminista y política.
- Marco A. Rando Rando (1963), geógrafo y profesor. Alto cargo en materia educativa en los gobiernos de Aragón y España, subdelegado del Gobierno en Teruel entre 2000 y 2004.[114]
- José Blas Rando Romero (1979), jotero.[115][116]
- David Sánchez Fabra (1989), escritor y médico.[117]